# 망운중학교
망운중학교(望雲中學校)는 대한민국 전라남도 무안군 운남면 연리에 있는 사립 중학교이다.

## 학교 연혁
- 1952년 5월 3일 : 운남 고등공민학교 개교
- 1965년 9월 14일 : 학교법인 망운중학교 설립인가
- 1966년 3월 1일 : 망운중학교로 교명 변경(중교법 4조), 이종필 교장 취임
- 1996년 2월 7일 : 신명학원에서 학교법인 영선학원으로 변경인가, 초대 박우필 이사장 취임
- 1999년 6월 1일 : 다목적 교실 완공
- 2012년 6월 7일 : 제6대 박관인 이사장 취임
- 2024년 3월 1일 : 제11대 양승집 교장 취임
- 2025년 1월 9일 : 제57회 졸업 18명(총 6,077명)

## 참고 자료
- 망운중학교 - 한국교육학술정보원 학교알리미